# 買収された貨車の一覧
買収された貨車の一覧（ばいしゅうされたかしゃのいちらん）とは鉄道省が1930年代から太平洋戦争中の1940年代にかけ、日本各地の私鉄路線を買収して国有化した際に、被買収私鉄に在籍していた貨車が鉄道省籍となった貨車の一覧である。特に戦時買収私鉄からの移管車両が多い。
この項目は1928年（昭和3年）の称号規程改正以降の買収された貨車についてまとめたものである。

## 買収後の形式称号
鉄道省籍となった後既存の形式に編入されたものと、新規に形式名を起こし既存形式とは明確に区分けされたものとの2つに大別できる。更に後者の新形式名では、被買収私鉄時代の形式名をそのまま使用したものと、鉄道省の既存の形式名を考慮しながら新たに命名されたものとの2つに大別できる。新規に形式名を起こした形式は少数車形式のため数年で廃車、他形式に改造、他社へ譲渡となるケースが多数存在した。

## 被買収私鉄
1928年（昭和3年）の称号規程改正以降に私鉄籍から鉄道省籍となった貨車を所有していた鉄道会社は以下の通りである。
- 1934年（昭和9年）6月1日買収 秋田鉄道

- 1934年（昭和9年）7月1日買収 新宮鉄道

- 1934年（昭和9年）8月1日買収 簸上鉄道

- 1934年（昭和9年）9月1日買収 佐久鉄道

- 1936年（昭和11年）7月1日買収 阿南鉄道

- 1936年（昭和11年）10月1日買収 佐世保鉄道

- 1937年（昭和12年）6月1日買収 信濃鉄道

- 1937年（昭和12年）7月1日買収 芸備鉄道

- 1937年（昭和12年）9月1日買収 横荘鉄道

- 1937年（昭和12年）10月1日買収 北九州鉄道

- 1941年（昭和16年）5月1日買収 白棚鉄道

- 1941年（昭和16年）5月1日買収 富士身延鉄道

- 1941年（昭和16年）9月1日買収 新潟臨港開発

- 1943年（昭和18年）5月1日買収 小倉鉄道

- 1943年（昭和18年）6月1日買収 富山地方鉄道

- 1943年（昭和18年）7月1日買収 鶴見臨港鉄道

- 1943年（昭和18年）8月1日買収 北海道鉄道

- 1943年（昭和18年）8月1日買収 伊那電気鉄道

- 1944年（昭和19年）4月1日買収 青梅電気鉄道

- 1944年（昭和19年）4月1日買収 南武鉄道

- 1944年（昭和19年）5月1日買収 宮城電気鉄道

- 1944年（昭和19年）5月1日買収 南海鉄道山手線（現・阪和線）

- 1944年（昭和19年）6月1日買収 中国鉄道

- 1944年（昭和19年）7月1日買収 胆振縦貫鉄道

## 有蓋車

### ワ1形
秋田鉄道が1934年（昭和9年）6月1日に買収され、それに伴い5両（ワ2 - ワ6）が既存形式であるワ1形（ワ9312 - ワ9316）に編入された。
簸上鉄道が1934年（昭和9年）8月1日に買収され、それに伴い33両（ワ7 - ワ39）が既存形式であるワ1形（ワ9317 - ワ9349）に編入された。
横荘鉄道が1937年（昭和12年）9月1日に買収され、それに伴いワ1001形3両（ワ1001、ワ1019、ワ1020）が既存形式であるワ1形（ワ9351 - ワ9353）に編入された。
北九州鉄道が1937年（昭和12年）10月1日に買収され、それに伴いワ505形9両（ワ506 - ワ514）が既存形式であるワ1形（ワ9354 - ワ9362）に編入された。
富士身延鉄道が1941年（昭和16年）5月1日に買収され、それに伴いワ400形37両（ワ400 - ワ436）、ワ150形10両（ワ150 - ワ159）、ワ1形34両（ワ1 - ワ7、ワ10 - ワ20、ワ80 - ワ87、ワ100 - ワ107）が既存形式であるワ1形（ワ9363 - ワ9443）に編入された。
新潟臨港開発が1941年（昭和16年）9月1日に買収され、それに伴い5両（ワ3 - ワ7）が既存形式であるワ1形（ワ9444 - ワ9448）に編入された。
富山地方鉄道が1943年（昭和18年）6月1日に買収され、それに伴い2両（ワ3 - ワ4）が既存形式であるワ1形（ワ9470 - ワ9471）に編入された。
南武鉄道が1944年（昭和19年）4月1日に買収され、それに伴い4両（ワ24 - ワ27）が既存形式であるワ1形（ワ9663 - ワ9666）に編入された。
宮城電気鉄道が1944年（昭和19年）5月1日に買収され、それに伴い1両が既存形式であるワ1形（ワ9668）に編入された。
中国鉄道が1944年（昭和19年）6月1日に買収され、それに伴い1両（ワ4）が既存形式であるワ1形（ワ9685）に編入された。
ワ1形は総計9,782両が在籍した。
| 私鉄名       | 形式名   | 番号                                               | 鉄道省型式名 | 番号            |
| ------------ | -------- | -------------------------------------------------- | ------------ | --------------- |
| 秋田鉄道     | ?        | ワ2- ワ6                                           | ワ1形        | ワ9312 - ワ9316 |
| 簸上鉄道     | ?        | ワ7- ワ39                                          | ワ1形        | ワ9317 - ワ9349 |
| 横荘鉄道     | ワ1001形 | ワ1001、ワ1019、ワ1020                             | ワ1形        | ワ9351 - ワ9353 |
| 北九州鉄道   | ワ505形  | ワ506 - ワ514                                      | ワ1形        | ワ9354 - ワ9362 |
| 富士身延鉄道 | ワ400形  | ワ400 - ワ436                                      | ワ1形        | ワ9363 - ワ9399 |
| 富士身延鉄道 | ワ150形  | ワ150 - ワ159                                      | ワ1形        | ワ9400 - ワ9409 |
| 富士身延鉄道 | ワ1形    | ワ1 - ワ7、ワ10 - ワ20、ワ80 - ワ87、ワ100 - ワ107 | ワ1形        | ワ9410 - ワ9443 |
| 新潟臨港開発 | ?        | ワ3 - ワ7                                          | ワ1形        | ワ9444 - ワ9448 |
| 富山地方鉄道 | ?        | ワ3 - ワ4                                          | ワ1形        | ワ9470 - ワ9471 |
| 南武鉄道     | ?        | ワ24 - ワ27                                        | ワ1形        | ワ9663 - ワ9666 |
| 宮城電気鉄道 | ?        | ?                                                  | ワ1形        | ワ9668          |
| 中国鉄道     | ?        | ワ4                                                | ワ1形        | ワ9685          |

秋田鉄道が1934年（昭和9年）6月1日に買収され、それに伴いワ1形1両（ワ1）に新形式名ワ1形（ワ1）が付与された。
| 私鉄名   | 形式名 | 番号 | 鉄道省型式名 | 番号 |
| -------- | ------ | ---- | ------------ | ---- |
| 秋田鉄道 | ワ1形  | ワ1  | ワ1形        | ワ1  |

白棚鉄道が1941年（昭和16年）5月1日に買収され、それに伴い、ワ1形3両（ワ1 - ワ3）に新形式名ワ1形（ワ1 - ワ3）が付与された。
| 私鉄名   | 形式名 | 番号      | 鉄道省型式名 | 番号      | 廃車日                     | 廃車工場 |
| -------- | ------ | --------- | ------------ | --------- | -------------------------- | -------- |
| 白棚鉄道 | ワ1形  | ワ1 - ワ3 | ワ1形        | ワ1 - ワ3 | 1942年（昭和17年）11月10日 | 大宮工場 |

### ワ5形
佐久鉄道が1934年（昭和9年）9月1日に買収され、それに伴い1両（ワ5）に新形式名ワ5形（ワ5）が付与された。
| 私鉄名   | 形式名 | 番号 | 鉄道省型式名 | 番号 |
| -------- | ------ | ---- | ------------ | ---- |
| 佐久鉄道 | ?      | ワ5  | ワ5形        | ワ5  |

### ワ10形
信濃鉄道が1937年（昭和12年）6月1日に買収され、それに伴い5両（ワ10 - ワ13、ワ20）に新形式名ワ10形（ワ10 - ワ13、ワ20）が付与された。
ワ10形は総計5両（全車信濃鉄道からの買収車）が在籍した。
| 私鉄名   | 形式名 | 番号              | 鉄道省型式名 | 番号              |
| -------- | ------ | ----------------- | ------------ | ----------------- |
| 信濃鉄道 | ?      | ワ10 - ワ13、ワ20 | ワ10形       | ワ10 - ワ13、ワ20 |

### ワ21形
新宮鉄道が1934年（昭和9年）7月1日に買収され、それに伴いワ21形10両（ワ21 - ワ30）に新形式名ワ21形（ワ21 - ワ30）が付与された。
積載荷重はワ21 - ワ25は9t、ワ26 - ワ30は10t であった。
ワ21形は総計10両（全車新宮鉄道からの買収車）が在籍した。
| 私鉄名   | 形式名 | 番号        | 鉄道省型式名 | 番号        |
| -------- | ------ | ----------- | ------------ | ----------- |
| 新宮鉄道 | ワ21形 | ワ21 - ワ30 | ワ21形       | ワ21 - ワ30 |

### ワ100形
伊那電気鉄道が1943年（昭和18年）8月1日に買収され、それに伴い9両に新形式名ワ100形（ワ100 - ワ108）が付与された。
ワ100形は総計9両（全車伊那電気鉄道からの買収車）が在籍した。
| 私鉄名       | 形式名 | 番号 | 鉄道省型式名 | 番号          |
| ------------ | ------ | ---- | ------------ | ------------- |
| 伊那電気鉄道 | ?      | ?    | ワ100形      | ワ100 - ワ108 |

### ワ101形
阿南鉄道が1936年（昭和11年）7月1日に買収され、それに伴いワ101形5両（ワ101 - ワ105）に新形式名ワ101形（ワ101 - ワ105）が付与された。
| 私鉄名   | 形式名  | 番号          | 鉄道省型式名 | 番号          |
| -------- | ------- | ------------- | ------------ | ------------- |
| 阿南鉄道 | ワ101形 | ワ101 - ワ105 | ワ101形      | ワ101 - ワ105 |

### ワ17000形
佐久鉄道が1934年（昭和9年）9月1日に買収され、それに伴い5両（ワ50 - ワ54）が既存形式であるワ17000形（ワ18800 - ワ18804）に編入された。
| 私鉄名   | 形式名 | 番号        | 鉄道省型式名 | 番号              |
| -------- | ------ | ----------- | ------------ | ----------------- |
| 佐久鉄道 | ?      | ワ50 - ワ54 | ワ17000形    | ワ18800 - ワ18804 |

### ワ20300形
信濃鉄道が1937年（昭和12年）6月1日に買収され、それに伴い2両（ワ400 - ワ401）に新形式名ワ20300形（ワ20300 - ワ20301）が付与された。
ワ20300形は総計2両（全車信濃鉄道からの買収車）が在籍した。
| 私鉄名   | 形式名 | 番号          | 鉄道省型式名 | 番号              |
| -------- | ------ | ------------- | ------------ | ----------------- |
| 信濃鉄道 | ?      | ワ400 - ワ401 | ワ20300形    | ワ20300 - ワ20301 |

### ワ20400形
北九州鉄道が1937年（昭和12年）10月1日に買収され、それに伴い、ワ500形5両（ワ500 - ワ504）に新形式名ワ20400形（ワ20400 - ワ20404）が付与された。
ワ20400形は総計5両（全車北九州鉄道からの買収車）が在籍した。
その後ワ20400形は1942年（昭和17年）11月から1943年（昭和18年）1月にかけてヤ300形（二軸救援車）へ改造された。
| 私鉄名     | 形式名  | 番号  | 鉄道省型式名 | 番号    | ヤ300形への改造日      | ヤ300形への改造所 | 番号  |
| ---------- | ------- | ----- | ------------ | ------- | ---------------------- | ----------------- | ----- |
| 北九州鉄道 | ワ500形 | ワ500 | ワ20400形    | ワ20400 | 1943年（昭和18年）1月  | 苗穂工場          | ヤ338 |
| 北九州鉄道 | ワ500形 | ワ501 | ワ20400形    | ワ20401 | 1942年（昭和17年）12月 | 小倉工場          | ヤ327 |
| 北九州鉄道 | ワ500形 | ワ502 | ワ20400形    | ワ20402 | 1942年（昭和17年）11月 | 吹田工場          | ヤ322 |
| 北九州鉄道 | ワ500形 | ワ503 | ワ20400形    | ワ20403 | 1942年（昭和17年）12月 | 小倉工場          | ヤ333 |
| 北九州鉄道 | ワ500形 | ワ504 | ワ20400形    | ワ20404 | 1943年（昭和18年）1月  | 苗穂工場          | ヤ339 |

### ワ20500形
信濃鉄道が1937年（昭和12年）6月1日に買収され、それに伴い5両（ワ500 - ワ504）に新形式名ワ20500形（ワ20500 - ワ20504）が付与された。
ワ20500形は総計5両が在籍した。
| 私鉄名   | 形式名 | 番号          | 鉄道省型式名 | 番号              |
| -------- | ------ | ------------- | ------------ | ----------------- |
| 信濃鉄道 | ?      | ワ500 - ワ504 | ワ20500形    | ワ20500 - ワ20504 |

### ワ21300形
芸備鉄道が1937年（昭和12年）7月1日に買収され、それに伴い3両（ワ33 - ワ35）が既存形式であるワ21300形（ワ21307 - ワ21309）に編入された。
ワ21300形は総計10両が在籍した。
| 私鉄名   | 形式名 | 番号        | 鉄道省型式名 | 番号              |
| -------- | ------ | ----------- | ------------ | ----------------- |
| 芸備鉄道 | ?      | ワ33 - ワ35 | ワ21300形    | ワ21307 - ワ21309 |

### ワ21400形
芸備鉄道が1937年（昭和12年）7月1日に買収され、それに伴い10両（ワ78 - ワ87）が既存形式であるワ21400形（ワ21435 - ワ21444）に編入された。
ワ21300形は総計45両が在籍した。
| 私鉄名   | 形式名 | 番号        | 鉄道省型式名 | 番号              |
| -------- | ------ | ----------- | ------------ | ----------------- |
| 芸備鉄道 | ?      | ワ78 - ワ87 | ワ21400形    | ワ21435 - ワ21444 |

### ワ21600形
南海鉄道山手線（現・阪和線）が1944年（昭和19年）5月1日に買収され、それに伴い32両（ワ151 - ワ165、ワ201 - ワ217）に新形式名ワ21600形（ワ21600 - ワ21631）が付与された。
ワ21600形は総計32両が在籍した。
| 私鉄名   | 形式名  | 番号          | 鉄道省型式名 | 番号              |
| -------- | ------- | ------------- | ------------ | ----------------- |
| 南海鉄道 | ワ150形 | ワ151 - ワ165 | ワ21600形    | ワ21600 - ワ21614 |
| 南海鉄道 | ワ200形 | ワ201 - ワ217 | ワ21600形    | ワ21615 - ワ21631 |

### ワ22000形
鶴見臨港鉄道が1943年（昭和18年）7月1日に買収され、それに伴い、ワ3101形20両（ワ3101 - ワ3120）が既存形式であるワ22000形（ワ28398 - ワ28417）に編入された。
ワ22000形は総計6,428両（ワ22000 - ワ28427）が在籍した。
| 私鉄名       | 形式名   | 番号            | 鉄道省型式名 | 番号              |
| ------------ | -------- | --------------- | ------------ | ----------------- |
| 鶴見臨港鉄道 | ワ3101形 | ワ3101 - ワ3120 | ワ22000形    | ワ28398 - ワ28417 |

### ワム1形
佐久鉄道が1934年（昭和9年）9月1日に買収され、それに伴い5両（ワム1 - ワム5）が既存形式であるワム1形（ワム1679 - ワム1683）に編入された。
芸備鉄道が1937年（昭和12年）7月1日に買収され、それに伴い28両（ワム88 - ワム105、ワム107 - ワム111、ワム113 - ワム117）が既存形式であるワム1形（ワム1684 - ワム1711）に編入された。
鶴見臨港鉄道が1943年（昭和18年）7月1日に買収され、それに伴いワム3001形3両（ワム3001 - ワム3003）が既存形式であるワム1形（ワム1719 - ワム1721）に編入された。
ワム1形は総計1,774両（ワム1 - ワム1787、3両欠10両書換車）が在籍した。
| 私鉄名       | 形式名     | 番号                                                   | 鉄道省型式名 | 番号                |
| ------------ | ---------- | ------------------------------------------------------ | ------------ | ------------------- |
| 佐久鉄道     | ?          | ワム1 - ワム5                                          | ワム1形      | ワム1679 - ワム1683 |
| 芸備鉄道     | ?          | ワム88 - ワム105、ワム107 - ワム111、ワム113 - ワム117 | ワム1形      | ワム1684 - ワム1711 |
| 鶴見臨港鉄道 | ワム3001形 | ワム3001 - ワム3003                                    | ワム1形      | ワム1719 - ワム1721 |

### ワム3500形
新潟臨港開発が1941年（昭和16年）9月1日に買収され、それに伴い13両（ワム8 - ワム10、ワム12 - ワム19、ワム21 - ワム22）が既存形式であるワム3500形（ワム15233 - ワム15245）に編入された。
ワム3500形は総計11,771両（ワム3500 - ワム15290、20両書換車）が在籍した。
| 私鉄名       | 形式名 | 番号                                             | 鉄道省型式名 | 番号                  |
| ------------ | ------ | ------------------------------------------------ | ------------ | --------------------- |
| 新潟臨港開発 | ?      | ワム8 - ワム10、ワム12 - ワム19、ワム21 - ワム22 | ワム3500形   | ワム15233 - ワム15245 |

## 有蓋緩急車

### ワブ1形（元秋田鉄道）
秋田鉄道が1934年（昭和9年）6月1日に買収され、それに伴いワブ1形2両（ワブ1 - ワブ2）に新形式名ワブ1形（ワブ1 - ワブ2）が付与された。
| 私鉄名   | 形式名  | 番号          | 鉄道省型式名 | 番号          |
| -------- | ------- | ------------- | ------------ | ------------- |
| 秋田鉄道 | ワブ1形 | ワブ1 - ワブ2 | ワブ1形      | ワブ1 - ワブ2 |

### ワブ1形（元新宮鉄道）
新宮鉄道が1934年（昭和9年）7月1日に買収され、それに伴いワブ1形5両（ワブ1 - ワブ5）に新形式名ワブ1形（ワブ1 - ワブ5）が付与された。
| 私鉄名   | 形式名  | 番号          | 鉄道省型式名 | 番号          |
| -------- | ------- | ------------- | ------------ | ------------- |
| 新宮鉄道 | ワブ1形 | ワブ1 - ワブ5 | ワブ1形      | ワブ1 - ワブ5 |

### ワブ1形（元阿南鉄道）
阿南鉄道が1936年（昭和11年）7月1日に買収され、それに伴いワブ1形2両（ワブ1 - ワブ2）に新形式名ワブ1形（ワブ1 - ワブ2）が付与された。
| 私鉄名   | 形式名  | 番号          | 鉄道省型式名 | 番号          |
| -------- | ------- | ------------- | ------------ | ------------- |
| 阿南鉄道 | ワブ1形 | ワブ1 - ワブ2 | ワブ1形      | ワブ1 - ワブ2 |

### ワブ4形
佐久鉄道が1934年（昭和9年）9月1日に買収され、それに伴い1両（ワブ4）に新形式名ワブ4形（ワブ4）が付与された。
| 私鉄名   | 形式名 | 番号  | 鉄道省型式名 | 番号  |
| -------- | ------ | ----- | ------------ | ----- |
| 佐久鉄道 | ?      | ワブ4 | ワブ4形      | ワブ4 |

### ワブ5形
佐久鉄道が1934年（昭和9年）9月1日に買収され、それに伴い3両（ワブ5 - ワブ7）に新形式名ワブ5形（ワブ5 - ワブ7）が付与された。
| 私鉄名   | 形式名 | 番号          | 鉄道省型式名 | 番号          |
| -------- | ------ | ------------- | ------------ | ------------- |
| 佐久鉄道 | ?      | ワブ5 - ワブ7 | ワブ5形      | ワブ5 - ワブ7 |

### ワブ9形
佐久鉄道が1934年（昭和9年）9月1日に買収され、それに伴い1両（ワブ9）に新形式名ワブ9形（ワブ9）が付与された。
| 私鉄名   | 形式名 | 番号  | 鉄道省型式名 | 番号  |
| -------- | ------ | ----- | ------------ | ----- |
| 佐久鉄道 | ?      | ワブ9 | ワブ9形      | ワブ9 |

### ワフ30形
信濃鉄道が1937年（昭和12年）6月1日に買収され、それに伴い1両（ワブ30）に新形式名ワフ30形（ワフ30）が付与された。
ワフ30形は1両のみが在籍した。
| 私鉄名   | 形式名 | 番号   | 鉄道省型式名 | 番号   |
| -------- | ------ | ------ | ------------ | ------ |
| 信濃鉄道 | ?      | ワブ30 | ワフ30形     | ワフ30 |

### ワフ40形
信濃鉄道が1937年（昭和12年）6月1日に買収され、それに伴い1両（ワブ40）に新形式名ワフ40形（ワフ40）が付与された。
ワフ40形は1両のみが在籍した。
| 私鉄名   | 形式名 | 番号   | 鉄道省型式名 | 番号   |
| -------- | ------ | ------ | ------------ | ------ |
| 信濃鉄道 | ?      | ワブ40 | ワフ40形     | ワフ40 |

### ワブ300形
伊那電気鉄道が1943年（昭和18年）8月1日に買収され、それに伴いワブ300形5両（ワブ300 - ワブ304）に新形式名ワブ300形（ワブ300 - ワブ304）が付与された。
ワブ300形は総計5両（全車伊那電気鉄道からの買収車）が在籍した。
| 私鉄名       | 形式名    | 番号              | 鉄道省型式名 | 番号              |
| ------------ | --------- | ----------------- | ------------ | ----------------- |
| 伊那電気鉄道 | ワブ300形 | ワブ300 - ワブ304 | ワブ300形    | ワブ300 - ワブ304 |

### ワフ400形
富士身延鉄道が1941年（昭和16年）5月1日に買収され、それに伴いワフ1形11両（ワフ1 - ワフ9、ワフ20 - ワフ21）に新形式名ワフ400形（ワフ400 - ワフ410）が付与された。
ワフ400形は総計11両（全車富士身延鉄道からの買収車）が在籍した。
| 私鉄名       | 形式名  | 番号                           | 鉄道省型式名 | 番号              |
| ------------ | ------- | ------------------------------ | ------------ | ----------------- |
| 富士身延鉄道 | ワフ1形 | ワフ1 - ワフ9、ワフ20 - ワフ21 | ワフ400形    | ワフ400 - ワフ410 |

### ワフ501形
横荘鉄道が1937年（昭和12年）9月1日に買収され、それに伴いワブ501形1両（ワブ501）に新形式名ワフ501形（ワフ501）が付与された。
ワフ501形は1両のみが在籍した。
| 私鉄名   | 形式名    | 番号    | 鉄道省型式名 | 番号    |
| -------- | --------- | ------- | ------------ | ------- |
| 横荘鉄道 | ワブ501形 | ワブ501 | ワフ501形    | ワフ501 |

### ワフ2900形
秋田鉄道が1934年（昭和9年）6月1日に買収され、それに伴い3両（ワブ3 - ワブ5）が既存形式であるワフ2900形（ワフ3108 - ワフ3110）に編入された。
横荘鉄道が1937年（昭和12年）9月1日に買収され、それに伴いワブ701形1両（ワブ701）が既存形式であるワフ2900形（ワフ3111）に編入された。その後1942年（昭和17年）3月に土崎工場にてワ1形（ワ9449）へ改造された。
ワフ2900形は総計211両（ワフ2900 - ワフ3111、ワフ3058欠）が在籍した。
| 私鉄名   | 形式名    | 番号          | 鉄道省型式名 | 番号                |
| -------- | --------- | ------------- | ------------ | ------------------- |
| 秋田鉄道 | ?         | ワブ3 - ワブ5 | ワフ2900形   | ワフ3108 - ワフ3110 |
| 横荘鉄道 | ワブ701形 | ワブ701       | ワフ2900形   | ワフ3111            |

### ワフ5000形
伊那電気鉄道が1943年（昭和18年）8月1日に買収され、それに伴い5両に新形式名ワフ5000形（ワフ5000 - ワフ5004）が付与された。
ワフ5000形は総計5両（全車伊那電気鉄道からの買収車）が在籍した。
| 私鉄名       | 形式名 | 番号 | 鉄道省型式名 | 番号                |
| ------------ | ------ | ---- | ------------ | ------------------- |
| 伊那電気鉄道 | ?      | ?    | ワフ5000形   | ワフ5000 - ワフ5004 |

### ワフ7700形
簸上鉄道が1934年（昭和9年）8月1日に買収され、それに伴い8両（ワブ107 - ワブ110、ワフ111 - ワフ114）に新形式名ワフ7700形（ワフ7700 - ワフ7703）が付与された。
信濃鉄道が1937年（昭和12年）6月1日に買収され、それに伴い2両（ワブ300 - ワブ301）が既存形式であるワフ7700形0（ワフ9444 - ワフ9448）に編入された。
ワフ7700形は総計10両が在籍した。
| 私鉄名   | 形式名    | 番号              | 鉄道省型式名 | 番号                |
| -------- | --------- | ----------------- | ------------ | ------------------- |
| 簸上鉄道 |           | ワブ107 - ワブ110 | ワフ7700形   | ワフ7700 - ワフ7703 |
| 簸上鉄道 |           | ワフ111 - ワフ114 | ワフ7700形   | ワフ7704 - ワフ7707 |
| 信濃鉄道 | ワブ300形 | ワブ300 - ワブ301 | ワフ7700形   | ワフ7708 - ワフ7709 |

### ワフ7800形（初代）
佐久鉄道が1934年（昭和9年）9月1日に買収され、それに伴い3両（ワブ20- ワブ22）に新形式名ワフ7800形（ワフ7800 - ワフ7802）が付与された。
8年後の1942年（昭和17年）3月に長野工場にて全車ワ1形（ワ9450 - ワ9452）へ改造され形式消滅した。
ワフ7800形は総計3両が在籍した。
| 私鉄名   | 形式名 | 番号           | 鉄道省型式名 | 番号                | 改造日                | 改造工場 |
| -------- | ------ | -------------- | ------------ | ------------------- | --------------------- | -------- |
| 佐久鉄道 | ?      | ワブ20- ワブ22 | ワフ7800形   | ワフ7800 - ワフ7802 | 1942年（昭和17年）3月 | 長野工場 |

### ワフ7900形
信濃鉄道が1937年（昭和12年）6月1日に買収され、それに伴い2両（ワブ200 - ワブ201）に新形式名ワフ7900形（ワフ7900 - ワフ7901）が付与された。
富士身延鉄道が1941年（昭和16年）5月1日に買収され、それに伴いワフ30形9両（ワフ30 - ワフ38）が既存形式であるワフ7900形（ワフ7902 - ワフ7910）が付与された。
ワフ7900形は総計13両が在籍した。
| 私鉄名       | 形式名    | 番号              | 鉄道省型式名 | 番号                |
| ------------ | --------- | ----------------- | ------------ | ------------------- |
| 信濃鉄道     | ワブ200形 | ワブ200 - ワブ201 | ワフ7900形   | ワフ7900 - ワフ7901 |
| 富士身延鉄道 | ワフ30形  | ワフ30 - ワフ38   | ワフ7900形   | ワフ7902 - ワフ7910 |

### ワフ9000形
胆振縦貫鉄道が1944年（昭和19年）7月1日に買収され、それに伴いワブ1形2両（ワブ1 - ワブ2）に新形式名ワフ9000形（ワフ9000 - ワフ9001）が付与された。
ワフ9000形は総計2両が在籍した。
| 私鉄名       | 形式名  | 番号          | 鉄道省型式名 | 番号                |
| ------------ | ------- | ------------- | ------------ | ------------------- |
| 胆振縦貫鉄道 | ワブ1形 | ワブ1 - ワブ2 | ワフ9000形   | ワフ9000 - ワフ9001 |

### ワフ12300形
新潟臨港開発が1941年（昭和16年）9月1日に買収され、それに伴いワブ1形2両（ワブ1 - ワブ2）に新形式名ワフ12300形（ワフ12300 - ワフ12301）が付与された。
ワフ12300形は総計4両（新潟臨港開発、飯山鉄道からの買収車）が在籍した。
| 私鉄名       | 形式名  | 番号          | 鉄道省型式名 | 番号                  |
| ------------ | ------- | ------------- | ------------ | --------------------- |
| 新潟臨港開発 | ワブ1形 | ワブ1 - ワブ2 | ワフ12300形  | ワフ12300 - ワフ12301 |

### ワフ19500形
北九州鉄道が1937年（昭和12年）10月1日に買収され、それに伴いワブ530形3両（ワブ530 - ワブ532）に新形式名ワフ19500形（ワフ19500 - ワフ19502）が付与された。
ワフ19500形は総計3両（全車北九州鉄道からの買収車）が在籍した。
| 私鉄名     | 形式名    | 番号              | 鉄道省型式名 | 番号                  |
| ---------- | --------- | ----------------- | ------------ | --------------------- |
| 北九州鉄道 | ワブ530形 | ワブ530 - ワブ532 | ワフ19500形  | ワフ19500 - ワフ19502 |

## 鉄側有蓋車

### スム1形
スム1形は1926年（大正15年）から1928年（昭和3年）にかけて、汽車製造東京支店、日本車輌製造本社・東京支店、川崎造船所、新潟鐵工所、九州車輛にて3,971両が新規製作された。その後22両（スム3972 - スム3993）が買収された私鉄各社所有貨車より本形式に編入され総計3,993両?（スム1 - スム3993）が在籍した。1965年（昭和40年）頃から廃車が進み、1971年（昭和46年）に形式消滅した。
富士身延鉄道が1941年（昭和16年）5月1日に買収され、それに伴いスム500形10両（スム500 - スム509）が既存形式であるスム1形（スム3972 - スム3981）に編入された。
鶴見臨港鉄道が1943年（昭和18年）7月1日に買収され、それに伴いスム4001形10両（スム4001 - スム4010）が既存形式であるスム1形（スム3982 - スム3991）に編入された。
胆振縦貫鉄道が1944年（昭和19年）7月1日に買収され、それに伴いワム1形2両（ワム1 - ワム2）が既存形式であるスム1形（スム3992 - スム3993）に編入された。
| 私鉄名       | 形式名     | 番号                | 鉄道省型式名 | 番号                |
| ------------ | ---------- | ------------------- | ------------ | ------------------- |
| 富士身延鉄道 | スム500形  | スム500 - スム509   | スム1形      | スム3972 - スム3981 |
| 鶴見臨港鉄道 | スム4001形 | スム4001 - スム4010 | スム1形      | スム3982 - スム3991 |
| 胆振縦貫鉄道 | ワム1形    | ワム1 - ワム2       | スム1形      | スム3992 - スム3993 |

## 鉄製有蓋車

### テ1形
鶴見臨港鉄道が1943年（昭和18年）7月1日に買収され、それに伴いテ5501形80両（テ5501 - テ5580）が既存形式であるテ1形（テ461 - テ540）に編入された。
テ1形は総計540両（テ1 - テ540）が在籍した。
| 私鉄名       | 形式名   | 番号            | 鉄道省型式名 | 番号          |
| ------------ | -------- | --------------- | ------------ | ------------- |
| 鶴見臨港鉄道 | テ5501形 | テ5501 - テ5580 | テ1形        | テ461 - テ540 |

### テム1形
テム1形は日本初の積載荷重15t（ム級）クラスの鉄製有蓋車であり総計74両（テム1 - テム74）が在籍した。全車が専属貨車とされ常備駅が定められて運用されたが、1961年（昭和36年）頃から廃車が進み、1965年（昭和40年）に形式消滅した。
1943年（昭和18年）7月1日に鶴見臨港鉄道が買収され、それに伴いテム5001形30両（テム5001 - テム5030）に新形式名テム1形（テム1 - テム30）が付与された。
南武鉄道が1944年（昭和19年）4月1日に買収され、それに伴いテブ200形2両がテム1形（テム71、テム74）に編入された。
| 私鉄名       | 形式名     | 番号                | 鉄道省型式名 | 番号           |
| ------------ | ---------- | ------------------- | ------------ | -------------- |
| 鶴見臨港鉄道 | テム5501形 | テム5001 - テム5030 | テム1形      | テム1 - テム30 |
| 南武鉄道     | テブ200形  | ?                   | テム1形      | テム71、テム74 |

## 鉄製有蓋緩急車

### テフ1形
鶴見臨港鉄道が1943年（昭和18年）7月1日に買収され、それに伴いテフ21形2両（テフ21 - テフ22）に新形式名テフ1形（テフ1 - テフ2）が付与された。
テフ1形は総計2両（全車鶴見臨港鉄道からの買収車）が在籍した。
| 私鉄名       | 形式名   | 番号            | 鉄道省型式名 | 番号          |
| ------------ | -------- | --------------- | ------------ | ------------- |
| 鶴見臨港鉄道 | テフ21形 | テフ21 - テフ22 | テフ1形      | テフ1 - テフ2 |

## 家畜車

### カ1形
簸上鉄道が1934年（昭和9年）8月1日に買収され、それに伴い4両（カ401- カ404）が既存形式であるカ1形（カ240 - カ243）に編入された。
北九州鉄道が1937年（昭和12年）10月1日に買収され、それに伴いカ550形1両（カ550）が既存形式であるカ1形（カ244）に編入された。
カ1形は総計245両が在籍した。
| 私鉄名     | 形式名  | 番号         | 鉄道省型式名 | 番号          |
| ---------- | ------- | ------------ | ------------ | ------------- |
| 簸上鉄道   |         | カ401- カ404 | カ1形        | カ240 - カ243 |
| 北九州鉄道 | カ550形 | カ550        | カ1形        | カ244         |

## 水運車

### ミ240形
中国鉄道が1937年（昭和19年）6月1日に買収され、それに伴い1両に新形式名ミ240形（ミ240）が付与された。
ミ240形は1両のみが在籍した6 t積み二軸水運車である。1956年（昭和31年）7月20日に廃車になり形式消滅した。
| 私鉄名   | 形式名 | 番号 | 鉄道省型式名 | 番号  |
| -------- | ------ | ---- | ------------ | ----- |
| 中国鉄道 | ?      | ?    | ミ240形      | ミ240 |

## 無蓋車

### ト1形（初代）
秋田鉄道が1934年（昭和9年）6月1日に買収され、それに伴いト1形8両（ト1 - ト8）が既存形式であるト1形（ト2884 - ト2891）に編入された。
佐久鉄道が1934年（昭和9年）9月1日に買収され、それに伴い8両（ト1 - ト3、ト5 - ト9）が既存形式であるト1形（ト2892 - ト2899）に編入された。
信濃鉄道が1937年（昭和12年）6月1日に買収され、それに伴い8両（ト550、ト650、ト600 - ト602、ト900 - ト902）が既存形式であるト1形（ト16881 - ト16888）に編入された。
芸備鉄道が1937年（昭和12年）7月1日に買収され、それに伴い21両（ト11 - ト31）が既存形式であるト1形（ト2900 - ト2920）に編入された。
横荘鉄道が1937年（昭和12年）9月1日に買収され、それに伴いト121形1両（ト122）が既存形式であるト1形（ト16889）に編入された。
富士身延鉄道が1941年（昭和16年）5月1日に買収され、それに伴いト1形21両（ト1 - ト6、ト8 - ト20）が既存形式であるト1形（ト2921 - ト2941）に編入された。
白棚鉄道が1941年（昭和16年）5月1日に買収され、それに伴い15両（ト7 - ト21）が既存形式であるト1形（ト2942 - ト2956）に編入された。
ト1形は総計4,877両（ト1 - ト9、ト11 - ト2969、ト15000 - ト16362、ト16400 - ト17046）が在籍した。そのうちト2614 - ト2920が買収車になる。
| 私鉄名       | 形式名  | 番号                                       | 鉄道省型式名 | 番号              |
| ------------ | ------- | ------------------------------------------ | ------------ | ----------------- |
| 秋田鉄道     | ト1形   | ト1 - ト8                                  | ト1形        | ト2884 - ト2891   |
| 佐久鉄道     | ?       | ト1 - ト3、ト5 - ト9                       | ト1形        | ト2892 - ト2899   |
| 芸備鉄道     | ?       | ト11 - ト31                                | ト1形        | ト2900 - ト2920   |
| 富士身延鉄道 | ト1形   | ト1 - ト6、ト8 - ト20                      | ト1形        | ト2921 - ト2941   |
| 白棚鉄道     | ?       | ト7 - ト21                                 | ト1形        | ト2942 - ト2956   |
| 信濃鉄道     | ?       | ト550、ト650、ト600 - ト602、ト900 - ト902 | ト1形        | ト16881 - ト16888 |
| 横荘鉄道     | ト121形 | ト122                                      | ト1形        | ト16889           |

### ト18形
中国鉄道が1937年（昭和19年）6月1日に買収され、それに伴い4両に新形式名ト18形（ト18 - ト21）が付与された。
ト18形は総計4両（全車中国鉄道からの買収車）が在籍した。
| 私鉄名   | 形式名 | 番号 | 鉄道省型式名 | 番号 |
| -------- | ------ | ---- | ------------ | ---- |
| 中国鉄道 | ?      | ?    | ト18形       | ト18 |

### ト50形（初代）
信濃鉄道が1937年（昭和12年）6月1日に買収され、それに伴い1両に新形式名ト50形（ト50）が付与された。
ト50形は1両のみが在籍した。
| 私鉄名   | 形式名 | 番号 | 鉄道省型式名 | 番号 | 廃車日                    | 廃車工場 |
| -------- | ------ | ---- | ------------ | ---- | ------------------------- | -------- |
| 信濃鉄道 | ?      | ?    | ト50形       | ト50 | 1941年（昭和16年）2月20日 | 長野工場 |

### ト50形（2代）
中国鉄道が1937年（昭和19年）6月1日に買収され、それに伴い2両に新形式名ト50形（ト50 - ト51）が付与された。
ト50形は総計2両（全車中国鉄道からの買収車）が在籍した。
| 私鉄名   | 形式名 | 番号 | 鉄道省型式名 | 番号        |
| -------- | ------ | ---- | ------------ | ----------- |
| 中国鉄道 | ?      | ?    | ト50形       | ト50 - ト51 |

### ト51形
新宮鉄道が1934年（昭和9年）7月1日に買収され、それに伴いト51形28両（ト51 - ト78）に新形式名ト51形（ト51 - ト78）が付与された。
ト51形は総計28両（全車新宮鉄道からの買収車）が在籍した。
| 私鉄名   | 形式名 | 番号        | 鉄道省型式名 | 番号        |
| -------- | ------ | ----------- | ------------ | ----------- |
| 新宮鉄道 | ト51形 | ト51 - ト78 | ト51形       | ト51 - ト78 |

### ト85形
富士身延鉄道が1941年（昭和16年）5月1日に買収され、それに伴いト85形4両（ト85 - ト88）に新形式名ト85形（ト85 - ト88）が付与された。
ト85形は総計4両（全車富士身延鉄道からの買収車）が在籍した。
| 私鉄名       | 形式名 | 番号        | 鉄道省型式名 | 番号        |
| ------------ | ------ | ----------- | ------------ | ----------- |
| 富士身延鉄道 | ト85形 | ト85 - ト88 | ト85形       | ト85 - ト88 |

### ト90形
富士身延鉄道が1941年（昭和16年）5月1日に買収され、それに伴いト90形1両（ト90）に新形式名ト90形（ト90）が付与された。
ト90形は1両のみが在籍した。
| 私鉄名       | 形式名 | 番号 | 鉄道省型式名 | 番号 |
| ------------ | ------ | ---- | ------------ | ---- |
| 富士身延鉄道 | ト90形 | ト90 | ト90形       | ト90 |

### ト101形
阿南鉄道が1936年（昭和11年）7月1日に買収され、それに伴いト101形3両（ト101 - ト103）に新形式名ト101形（ト101 - ト103）が付与された。
| 私鉄名   | 形式名  | 番号          | 鉄道省型式名 | 番号          |
| -------- | ------- | ------------- | ------------ | ------------- |
| 阿南鉄道 | ト101形 | ト101 - ト103 | ト101形      | ト101 - ト103 |

### ト111形
阿南鉄道が1936年（昭和11年）7月1日に買収され、それに伴いト111形2両（ト111 - ト112）に新形式名ト111形（ト111 - ト112）が付与された。
| 私鉄名   | 形式名  | 番号          | 鉄道省型式名 | 番号          |
| -------- | ------- | ------------- | ------------ | ------------- |
| 阿南鉄道 | ト111形 | ト111 - ト112 | ト111形      | ト111 - ト112 |

### ト200形
ト200形は8t 積み二軸無蓋車で、総計6両（全車北九州鉄道からの買収車）が在籍した。
1937年（昭和12年）10月1日に北九州鉄道が買収され、それに伴いト200形6両（ト200 - ト205）に新形式名ト200形（ト200 - ト205）が付与された。この際ト1形と形式名のみを違えてと番号が重複していた（例:ト1形ト200、ト200形ト200）。全車門司鉄道管理局の専属貨車とし運用された。
鉄道省に車籍編入1年8ヶ月後の1939年（昭和14年）6月15日に全車一斉に小倉工場にて廃車となり同時に形式消滅となった。当時は既に10t 積みト1形の廃車が始まっており他形式と互換性のない8t 積みというサイズが廃車を早めた。
| 私鉄名     | 形式名  | 番号          | 鉄道省型式名 | 番号          | 廃車日                    | 廃車工場 |
| ---------- | ------- | ------------- | ------------ | ------------- | ------------------------- | -------- |
| 北九州鉄道 | ト200形 | ト200 - ト205 | ト200形      | ト200 - ト205 | 1939年（昭和14年）6月15日 | 小倉工場 |

### ト213形
ト213形は7t 積み二軸無蓋車で、1両のみが在籍した。
1937年（昭和12年）10月1日に北九州鉄道が買収され、それに伴いト213形1両（ト213）に新形式名ト213形（ト213）が付与された。この際ト1形と形式名のみを違えてと番号が重複していた（ト1形ト213、ト213形ト213）。門司鉄道管理局の専属貨車とし運用された。
鉄道省に車籍編入1年8ヶ月後の1939年（昭和14年）6月15日に小倉工場にて廃車となり同時に形式消滅となった。当時は既に10t 積みト1形の廃車が始まっており他形式と互換性のない7t 積みというサイズが廃車を早めた。
| 私鉄名     | 形式名  | 番号  | 鉄道省型式名 | 番号  | 廃車日                    | 廃車工場 |
| ---------- | ------- | ----- | ------------ | ----- | ------------------------- | -------- |
| 北九州鉄道 | ト213形 | ト213 | ト213形      | ト213 | 1939年（昭和14年）6月15日 | 小倉工場 |

### ト2801形
鶴見臨港鉄道が1943年（昭和18年）7月1日に買収され、それに伴いト2801形1両（トム2801）に新形式名ト2801形（ト2801）が付与された。
ト2801形は1両のみが在籍した。
| 私鉄名       | 形式名   | 番号   | 鉄道省型式名 | 番号   |
| ------------ | -------- | ------ | ------------ | ------ |
| 鶴見臨港鉄道 | ト2801形 | ト2801 | ト2801形     | ト2801 |

### ト3000形
北海道鉄道が1943年（昭和18年）8月1日に買収され、それに伴い1両（ト9032）に新形式名ト3000形（ト3000）が付与された。
ト3000形は1両のみが在籍した。
| 私鉄名     | 形式名 | 番号   | 鉄道省型式名 | 番号   |
| ---------- | ------ | ------ | ------------ | ------ |
| 北海道鉄道 | ?      | ト9032 | ト3000形     | ト3000 |

### ト3010形
北海道鉄道が1943年（昭和18年）8月1日に買収され、それに伴い2両（ト9167、ト9170）に新形式名ト3010形（ト3010 - ト3011）が付与された。
ト3010形は2両のみが在籍した。
| 私鉄名     | 形式名 | 番号           | 鉄道省型式名 | 番号            |
| ---------- | ------ | -------------- | ------------ | --------------- |
| 北海道鉄道 | ?      | ト9167、ト9170 | ト3010形     | ト3010 - ト3011 |

### ト3020形
北海道鉄道が1943年（昭和18年）8月1日に買収され、それに伴い2両（ト9216、ト9225）に新形式名ト3020形（ト3020 - ト3021）が付与された。
ト3020形は2両のみが在籍した。
| 私鉄名     | 形式名 | 番号           | 鉄道省型式名 | 番号            |
| ---------- | ------ | -------------- | ------------ | --------------- |
| 北海道鉄道 | ?      | ト9216、ト9225 | ト3020形     | ト3020 - ト3021 |

### ト3030形
北海道鉄道が1943年（昭和18年）8月1日に買収され、それに伴い1両（ト9248）に新形式名ト3030形（ト3030）が付与された。
ト3030形は1両のみが在籍した。
| 私鉄名     | 形式名 | 番号   | 鉄道省型式名 | 番号   |
| ---------- | ------ | ------ | ------------ | ------ |
| 北海道鉄道 | ?      | ト9248 | ト3030形     | ト3030 |

### ト3040形
北海道鉄道が1943年（昭和18年）8月1日に買収され、それに伴い4両（ト9355 - ト9357、ト9359）に新形式名ト3040形（ト3040 - ト3043）が付与された。
ト3040形は4両のみが在籍した。
| 私鉄名     | 形式名 | 番号                    | 鉄道省型式名 | 番号            |
| ---------- | ------ | ----------------------- | ------------ | --------------- |
| 北海道鉄道 | ?      | ト9355 - ト9357、ト9359 | ト3040形     | ト3040 - ト3043 |

### ト3300形
信濃鉄道が1937年（昭和12年）6月1日に買収され、それに伴い5両（ト800 - ト804）に新形式名ト3300形（ト3300 - ト3304）が付与された。
ト3300形は166両（ト3300 - ト3465）が在籍した。
| 私鉄名   | 形式名 | 番号          | 鉄道省型式名 | 番号            |
| -------- | ------ | ------------- | ------------ | --------------- |
| 信濃鉄道 | ?      | ト800 - ト804 | ト3300形     | ト3300 - ト3304 |

### ト3500形
北海道鉄道が1943年（昭和18年）8月1日に買収され、それに伴い1両（フト8771）に新形式名ト3500形（ト3500）が付与された。
ト3500形は1両のみが在籍した。
| 私鉄名     | 形式名 | 番号     | 鉄道省型式名 | 番号   |
| ---------- | ------ | -------- | ------------ | ------ |
| 北海道鉄道 | ?      | フト8771 | ト3500形     | ト3500 |

### ト3600形
秋田鉄道が1934年（昭和9年）6月1日に買収され、それに伴い3両（ト10 - ト12）が既存形式であるト3600形（ト3626 - ト3628）に編入された。
秋田鉄道由来のト3600形は29両（ト3600 - ト3628）が在籍した。
| 私鉄名   | 形式名 | 番号        | 鉄道省型式名 | 番号            |
| -------- | ------ | ----------- | ------------ | --------------- |
| 秋田鉄道 | ?      | ト10 - ト12 | ト3600形     | ト3626 - ト3628 |

北海道鉄道が1943年（昭和18年）8月1日に買収され、それに伴い1両（フト9203）に新形式名ト3600形（ト3600）が付与された。
その後の1945年（昭和20年）6月24日に羽幌炭廣鉄道へ譲渡されト505となった。
北海道鉄道由来のト3600形は1両のみが在籍した。
| 私鉄名     | 形式名 | 番号     | 鉄道省型式名 | 番号   |
| ---------- | ------ | -------- | ------------ | ------ |
| 北海道鉄道 | ?      | フト9203 | ト3600形     | ト3600 |

### ト3700形
北海道鉄道が1943年（昭和18年）8月1日に買収され、それに伴い1両（フト9288）に新形式名ト3700形（ト3700）が付与された。
ト3700形は1両のみが在籍した。
| 私鉄名     | 形式名 | 番号     | 鉄道省型式名 | 番号   |
| ---------- | ------ | -------- | ------------ | ------ |
| 北海道鉄道 | ?      | フト9288 | ト3700形     | ト3700 |

### ト3800形
北海道鉄道が1943年（昭和18年）8月1日に買収され、それに伴い1両（フト9334）に新形式名ト3800形（ト3800）が付与された。
ト3700形は1両のみが在籍した。
| 私鉄名     | 形式名 | 番号     | 鉄道省型式名 | 番号   |
| ---------- | ------ | -------- | ------------ | ------ |
| 北海道鉄道 | ?      | フト9334 | ト3800形     | ト3800 |

### ト4700形
簸上鉄道が1934年（昭和9年）8月1日に買収され、それに伴い87両（ト220 - ト306）が既存形式であるト4700形（ト4767 - ト4853）に編入された。
北九州鉄道が1937年（昭和12年）10月1日に買収され、それに伴いト206形3両（ト206 - ト208）が既存形式であるト4700形（ト4854 - ト4856）に編入された。またフト209形2両（フト209 - フト210）も同様にト4700形（ト4857 - ト4858）に編入された。
白棚鉄道が1941年（昭和16年）5月1日に買収され、それに伴い15両（ト22 - ト36）が既存形式であるト4700形（ト4859 - ト4873）に編入された。
ト4700形は総計175両（ト4700 - ト4874）が在籍した。
| 私鉄名     | 形式名    | 番号              | 鉄道省型式名 | 番号            |
| ---------- | --------- | ----------------- | ------------ | --------------- |
| 簸上鉄道   | ?形       | ト220 - ト306     | ト4700形     | ト4767 - ト4853 |
| 北九州鉄道 | ト206形   | ト206 - ト208     | ト4700形     | ト4854 - ト4856 |
| 北九州鉄道 | フト209形 | フト209 - フト210 | ト4700形     | ト4857 - ト4858 |
| 白棚鉄道   | ?         | ト22 - ト36       | ト4700形     | ト4859 - ト4873 |

### ト6000形
横荘鉄道が1937年（昭和12年）9月1日に買収され、それに伴いト101形4両（ト101 - ト104）が既存形式であるト6000形（ト8883 - ト8886）に編入された。
富士身延鉄道が1941年（昭和16年）5月1日に買収され、それに伴いト100形5両（ト100 - ト104）、ト120形10両（ト120 - ト129）が既存形式であるト6000形（ト8887 - ト8901）に編入された。
胆振縦貫鉄道が1944年（昭和19年）7月1日に買収され、それに伴いト1形2両（ト1 - ト2）が既存形式であるト6000形（ト8931 - ト8932）に編入された。
ト6000形は総計2,833両（ト6000 - ト8934、途中欠有り）が在籍した。
| 私鉄名       | 形式名  | 番号          | 鉄道省型式名 | 番号                |
| ------------ | ------- | ------------- | ------------ | ------------------- |
| 横荘鉄道     | ト101形 | ト101 - ト104 | ト6000形     | ト8883 - ト8886     |
| 富士身延鉄道 | ト100形 | ト100 - ト104 | ト6000形     | ト8887 - ト8891     |
| 富士身延鉄道 | ト120形 | ト120 - ト129 | ト6000形     | ト8892 - ト8901     |
| 胆振縦貫鉄道 | ト1形   | ト1 - ト2     | ト6000形     | トム8931 - トム8932 |

### ト10100形
伊那電気鉄道が1943年（昭和18年）8月1日に買収され、それに伴い20両に新形式名ト10100形（ト10100 - ト10119）が付与された。
ト10100形は総計20両（全車伊那電気鉄道からの買収車）が在籍した。1952年に形式消滅している。
| 私鉄名       | 形式名 | 番号 | 鉄道省型式名 | 番号              |
| ------------ | ------ | ---- | ------------ | ----------------- |
| 伊那電気鉄道 | ?      | ?    | ト10100形    | ト10100 - ト10119 |

### ト11000形
芸備鉄道が1937年（昭和12年）7月1日に買収され、それに伴い14両（ト32 - ト34、ト36 - ト46）が既存形式であるト11100形（ト11171 - ト11184）に編入された。
ト11000形は総計187両（ト11000 - ト11186）が在籍した。うち、ト11166 - ト11186が買収車となる。
| 私鉄名   | 形式名 | 番号                     | 鉄道省型式名 | 番号              |
| -------- | ------ | ------------------------ | ------------ | ----------------- |
| 芸備鉄道 | ?      | ト32 - ト34、ト36 - ト46 | ト11000形    | ト11171 - ト11184 |

### ト11450形
信濃鉄道が1937年（昭和12年）6月1日に買収され、それに伴い7両（ト700 - ト706）に新形式名ト11450形（ト11450 - ト11456）が付与された。
ト11450形は15両（ト11450 - ト11464）が在籍した。
| 私鉄名   | 形式名 | 番号          | 鉄道省型式名 | 番号              |
| -------- | ------ | ------------- | ------------ | ----------------- |
| 信濃鉄道 | ?      | ト700 - ト706 | ト11450形    | ト11450 - ト11456 |

### ト13600形
佐久鉄道が1934年（昭和9年）9月1日に買収され、それに伴い12両（ト13 - ト14、ト100 - ト109）が既存形式であるト13600形（ト14018 - ト14029）に編入された。
ト13600形は総計481両（ト13600 - ト14080）が在籍した。（残りの車両は小野田鉄道から買収されたもの）
| 私鉄名   | 形式名 | 番号                       | 鉄道省型式名 | 番号              |
| -------- | ------ | -------------------------- | ------------ | ----------------- |
| 佐久鉄道 | ?      | ト13 - ト14、ト100 - ト109 | ト13600形    | ト14018 - ト14029 |

### ト14300形
芸備鉄道が1937年（昭和12年）7月1日に買収され、それに伴い5両（ト52 - ト56）に新形式名であるト14300形（ト14300 - ト14304）が付与された。
ト14300形は総計6両（ト14300 - ト14305）が在籍した。
| 私鉄名   | 形式名 | 番号        | 鉄道省型式名 | 番号              |
| -------- | ------ | ----------- | ------------ | ----------------- |
| 芸備鉄道 | ?      | ト52 - ト56 | ト14300形    | ト14300 - ト14304 |

### ト14700形
北海道鉄道が1943年（昭和18年）8月1日に買収され、それに伴い25両（ト15 - ト26、トチ11 - トチ20、フト1 - フト3）に新形式名ト14700形（ト14712 - ト14736）が付与された。
胆振縦貫鉄道が1944年（昭和19年）7月1日に買収され、それに伴い2両（トム5 - トム6）が既存形式であるト14700形（ト14737 - ト14738）に編入された。
ト14700形は39両（ト14700 - ト14738、小倉鉄道、北海道鉱業鉄道、胆振縦貫鉄道からの買収車のみ）が在籍した。
| 私鉄名       | 形式名 | 番号            | 鉄道省型式名 | 番号              |
| ------------ | ------ | --------------- | ------------ | ----------------- |
| 北海道鉄道   | ?      | ト15 - ト26     | ト14700形    | ト14712 - ト14723 |
| 北海道鉄道   | ?      | トチ11 - トチ20 | ト14700形    | ト14724 - ト14733 |
| 北海道鉄道   | ?      | フト1 - フト3   | ト14700形    | ト14734 - ト14736 |
| 胆振縦貫鉄道 | ?      | トム5 - トム6   | ト14700形    | ト14737 - ト14738 |

### ト20000形
富山地方鉄道が1943年（昭和18年）6月1日に買収され、それに伴いト21形3両（ト21 - ト23）が既存形式であるト20000形（ト27377 - ト27379）に編入された。
トム20000形は総計7,380両（トム20000 - トム27379） が在籍した。
| 私鉄名       | 形式名 | 番号        | 鉄道省型式名 | 番号              |
| ------------ | ------ | ----------- | ------------ | ----------------- |
| 富山地方鉄道 | ト21形 | ト21 - ト23 | ト20000形    | ト27377 - ト27379 |

### トム1形
佐久鉄道が1934年（昭和9年）9月1日に買収され、それに伴い20両（ト1 - ト2、ト15 - ト32）が既存形式であるトム1形（トム2100 - トム2119）に編入された。
信濃鉄道が1937年（昭和12年）6月1日に買収され、それに伴い5両（トム1000 - トム1004）が既存形式であるトム1形（トム2120 - トム2124）に編入された。
芸備鉄道が1937年（昭和12年）7月1日に買収され、それに伴い16両（トム122 - トム131、トム135 - トム139、トム141）が既存形式であるトム1形（トム2125 - トム2140）に編入された。
北九州鉄道が1937年（昭和12年）10月1日に買収され、それに伴いトム300形15両（トム300 - トム314）が既存形式であるトム1形（トム2141 - トム2155）に編入された。
富士身延鉄道が1941年（昭和16年）5月1日に買収され、それに伴いトム200形20両（トム200 - トム219）が既存形式であるトム1形（ト2156 - ト2175）に編入された。
新潟臨港開発が1941年（昭和16年）9月1日に買収され、それに伴い35両（トム1 - トム35）が既存形式であるトム1形（トム2176 - トム2210）に編入された。
富山地方鉄道が1943年（昭和18年）6月1日に買収され、それに伴いトム1形1両（トム1）が既存形式であるトム1形（トム2226）に編入された。
鶴見臨港鉄道が1943年（昭和18年）7月1日に買収され、それに伴いトム2001形35両（トム2001 - トム2035）が既存形式であるトム1形（トム2227 - トム2261）に編入された。
北海道鉄道が1943年（昭和18年）8月1日に買収され、それに伴い37両（ト27 - ト46、ト48 - ト58、フト4 - フト8）が既存形式であるトム1形（トム2262 - トム2297）に編入された。
南武鉄道が1944年（昭和19年）4月1日に買収され、それに伴いトム101形30両（トム101 - トム130）が既存形式であるトム1形（トム2298 - トム2327）に編入された。
胆振縦貫鉄道が1944年（昭和19年）7月1日に買収され、それに伴いトム1形16両（トム1 - トム12、トム33 - トム36）が既存形式であるトム1形（トム2348 - トム2363）に編入された。
トム1形は総計2,347両（トム1 - トム2525、途中欠有り） が在籍した。このうちトム2030 - トム2525が買収車である。
| 私鉄名       | 形式名     | 番号                                          | 鉄道省型式名 | 番号                |
| ------------ | ---------- | --------------------------------------------- | ------------ | ------------------- |
| 佐久鉄道     | ?          | ト1 - ト2、ト15 - ト32                        | トム1形      | トム2100 - トム2119 |
| 信濃鉄道     | ?          | トム1000 - トム1004                           | トム1形      | トム2120 - トム2124 |
| 芸備鉄道     | ?          | トム122 - トム131、トム135 - トム139、トム141 | トム1形      | トム2125 - トム2140 |
| 北九州鉄道   | トム300形  | トム300 - トム314                             | トム1形      | トム2141 - トム2155 |
| 富士身延鉄道 | トム200形  | トム200 - トム219                             | トム1形      | トム2156 - トム2175 |
| 新潟臨港開発 | ?          | トム1 - トム35                                | トム1形      | トム2176 - トム2210 |
| 富山地方鉄道 | トム1形    | トム1                                         | トム1形      | トム2226            |
| 鶴見臨港鉄道 | トム2001形 | トム2001 - トム2035                           | トム1形      | トム2227 - トム2261 |
| 北海道鉄道   | ?          | ト27 - ト46、ト48 - ト58                      | トム1形      | トム2262 - トム2292 |
| 北海道鉄道   | ?          | フト4 - フト8                                 | トム1形      | トム2293 - トム2297 |
| 南武鉄道     | トム101形  | トム101 - トム130                             | トム1形      | トム2298 - トム2327 |
| 胆振縦貫鉄道 | トム1形    | トム1 - トム12、トム33 - トム36               | トム1形      | トム2348 - トム2363 |

### トム11000形
鶴見臨港鉄道が1943年（昭和18年）7月1日に買収され、それに伴いトム2201形10両（トム2201 - トム2210）が既存形式であるトム11000形（トム12721 - トム12730）に編入された。
トム11000形は総計1,731両（トム11000 - トム12730） が在籍した。
| 私鉄名       | 形式名     | 番号                | 鉄道省型式名 | 番号                  |
| ------------ | ---------- | ------------------- | ------------ | --------------------- |
| 鶴見臨港鉄道 | トム2201形 | トム2201 - トム2210 | トム11000形  | トム12721 - トム12730 |

### トム13000形
鶴見臨港鉄道が1943年（昭和18年）7月1日に買収され、それに伴いトム2501形10両（トム2501 - トム2510）に新形式名トム13000形（トム13000 - トム13009）が付与された。
トム13000形は総計10両（全車鶴見臨港鉄道からの買収車）が在籍した。
| 私鉄名       | 形式名     | 番号                | 鉄道省型式名 | 番号                  |
| ------------ | ---------- | ------------------- | ------------ | --------------------- |
| 鶴見臨港鉄道 | トム2501形 | トム2501 - トム2510 | トム13000形  | トム13000 - トム13009 |

### トム18000形
新潟臨港開発が1941年（昭和16年）9月1日に買収され、それに伴い5両（トム36 - トム40）に新形式名トム18000形（トム18005 - トム18009）が付与された。
トム18000形は総計10両（芸備鉄道、鶴見臨港鉄道からの買収車のみ）が在籍した。
| 私鉄名       | 形式名 | 番号            | 鉄道省型式名 | 番号                  |
| ------------ | ------ | --------------- | ------------ | --------------------- |
| 鶴見臨港鉄道 | ?      | トム36 - トム40 | トム18000形  | トム18005 - トム18009 |

### トム18100形
新潟臨港開発が1941年（昭和16年）9月1日に買収され、それに伴い5両（トム41 - トム45）に新形式名トム18100形（トム18100 - トム18104）が付与された。
トム18100形は総計5両（全車鶴見臨港鉄道からの買収車）が在籍した。
| 私鉄名       | 形式名 | 番号            | 鉄道省型式名 | 番号                  |
| ------------ | ------ | --------------- | ------------ | --------------------- |
| 鶴見臨港鉄道 | ?      | トム41 - トム45 | トム18100形  | トム18100 - トム18104 |

### トム18200形
新潟臨港開発が1941年（昭和16年）9月1日に買収され、それに伴い2両（トム46 - トム47）に新形式名トム18200形（トム18200 - トム18201）が付与された。
トム18200形は総計2両（全車鶴見臨港鉄道からの買収車）が在籍した。
| 私鉄名       | 形式名 | 番号            | 鉄道省型式名 | 番号                  |
| ------------ | ------ | --------------- | ------------ | --------------------- |
| 鶴見臨港鉄道 | ?      | トム46 - トム47 | トム18200形  | トム18200 - トム18201 |

### トム19000形
富山地方鉄道が1943年（昭和18年）6月1日に買収され、それに伴い10両（トム11 - トム20）が既存形式であるトム19000形（トム24692 - トム24701）に編入された。
胆振縦貫鉄道が1944年（昭和19年）7月1日に買収され、それに伴い20両（トム13 - トム32）が既存形式であるトム19000形（トム24702 - トム24721）に編入された。
トム19000形は総計4,001両（トム19000 - トム24721）が在籍した。
| 私鉄名       | 形式名 | 番号            | 鉄道省型式名 | 番号                  |
| ------------ | ------ | --------------- | ------------ | --------------------- |
| 富山地方鉄道 | ?      | トム11 - トム20 | トム19000形  | トム24692 - トム24701 |
| 胆振縦貫鉄道 | ?      | トム13 - トム32 | トム19000形  | トム24702 - トム24721 |

### トラ1形
鶴見臨港鉄道が1943年（昭和18年）7月1日に買収され、それに伴いトラ1001形10両（トム1001 - トム1010）が既存形式であるトラ1形（トラ3401 - トラ3410）に編入された。
南海鉄道の一部（旧阪和電気鉄道）が1944年（昭和19年）5月1日に買収され、それに伴いトラ900形15両（トラ901 - トラ915）が既存形式であるトラ1形（トラ3411 - トラ3425）に編入された。
トラ1形は総計3,425両 （トラ1 - トラ3429）が在籍した。このうちトラ3401 - トラ3429が買収車である。
| 私鉄名       | 形式名     | 番号                | 鉄道省型式名 | 番号                |
| ------------ | ---------- | ------------------- | ------------ | ------------------- |
| 鶴見臨港鉄道 | トラ1001形 | トラ1001 - トラ1010 | トラ1形      | トラ3401 - トラ3410 |
| 南海鉄道     | トラ900形  | トラ901 - トラ915   | トラ1形      | トラ3411 - トラ3425 |

### トサ1形
青梅電気鉄道が1944年（昭和19年）4月1日に買収され、それに伴いトサ1000形10両（トサ1021 - トサ1030）に新形式名トサ1形（トサ1 - トサ10）が付与された。
トサ1形は総計10両（全車青梅電気鉄道からの買収車）が在籍した。
| 私鉄名       | 形式名     | 番号                | 鉄道省型式名 | 番号           |
| ------------ | ---------- | ------------------- | ------------ | -------------- |
| 青梅電気鉄道 | トサ1000形 | トサ1021 - トサ1030 | トサ1形      | トサ1 - トサ10 |

### トキ5形
小倉鉄道が1943年（昭和18年）5月1日に買収され、それに伴い25 t 積みのボギー無蓋車1両に新形式名トキ5形（トキ5）が付与された。
トキ5形は1両（トキ5）のみの在籍で、1947年（昭和22年）に同車が除籍されて形式消滅した。
なお、鉄道省にはすでにトキ1形（トキ1 - トキ5）にも「トキ5」が存在していたが、小倉鉄道の25 t ボギー車編入時には偶々トキ5のみ廃車済みだったため二車現存ではない。
| 私鉄名   | 形式名 | 番号 | 鉄道省型式名 | 番号  |
| -------- | ------ | ---- | ------------ | ----- |
| 小倉鉄道 | ?      | ?    | トキ5形      | トキ5 |

## 土運車

### リ400形
秋田鉄道が1934年（昭和9年）6月1日に買収され、それに伴い1両（ト9）が既存形式であるリ400形（リ1609）に編入された。
信濃鉄道が1937年（昭和12年）6月1日に買収され、それに伴い4両（ト100 - ト103）が既存形式であるリ400形（リ1610 - リ1613）に編入された。
リ400形は総計1,177両（リ400 - リ1613、欠、書換車有り）が在籍した。
| 私鉄名   | 形式名 | 番号          | 鉄道省型式名 | 番号            |
| -------- | ------ | ------------- | ------------ | --------------- |
| 秋田鉄道 | ?      | ト9           | リ400形      | リ1609          |
| 信濃鉄道 | ?      | ト100 - ト103 | リ400形      | リ1610 - リ1613 |

### リ1800形
簸上鉄道が1934年（昭和9年）8月1日に買収され、それに伴い6両（リ303 - リ308）に新形式名リ1800形（リ1800 - リ1805）が付与された。
リ1800形は総計6両が在籍した。
| 私鉄名   | 形式名 | 番号          | 鉄道省型式名 | 番号            |
| -------- | ------ | ------------- | ------------ | --------------- |
| 簸上鉄道 | ?      | リ303 - リ308 | リ1800形     | リ1800 - リ1805 |

### リ1900形
胆振縦貫鉄道が1944年（昭和19年）7月1日に買収され、それに伴い3両（ト10 - ト12）が既存形式であるリ1900形（リ1923 - リ1925）に編入された。
リ1900形は総計26両（リ1900 - リ1925）が在籍した。
| 私鉄名       | 形式名 | 番号        | 鉄道省型式名 | 番号            |
| ------------ | ------ | ----------- | ------------ | --------------- |
| 胆振縦貫鉄道 | ト10形 | ト10 - ト12 | リ1900形     | リ1923 - リ1925 |

## 長物車

### チ1形
北九州鉄道が1937年（昭和12年）10月1日に買収され、それに伴いチ214形2両（チ214 - チ215）が既存形式であるチ1形（チ445 - チ446）に編入された。
チ1形は総計451両（チ1 - チ9、チ11 - チ433、チ435 - チ453）が在籍した。
| 私鉄名     | 形式名  | 番号          | 鉄道省型式名 | 番号          |
| ---------- | ------- | ------------- | ------------ | ------------- |
| 北九州鉄道 | チ214形 | チ214 - チ215 | チ1形        | チ445 - チ446 |

### チ101形
新宮鉄道が1934年（昭和9年）7月1日に買収され、それに伴いチ101形20両（チ101 - チ120）に新形式名チ101形（チ101 - チ120）が付与された。
ト51形は総計28両（全車新宮鉄道からの買収車）が在籍した。
| 私鉄名   | 形式名  | 番号          | 鉄道省型式名 | 番号          |
| -------- | ------- | ------------- | ------------ | ------------- |
| 新宮鉄道 | チ101形 | チ101 - チ120 | チ101形      | チ101 - チ120 |

### チ211形
チ211形は7t 積み二軸長物車で、総計2両（全車北九州鉄道からの買収車）が在籍した。日本の長物車の中で7t 積みというサイズは最少であり本形式のみであった。
1937年（昭和12年）10月1日に北九州鉄道が買収され、それに伴いチ211形2両（チ211 - チ212）に新形式名チ211形（チ211 - チ212）が付与された。この際チ1形と形式名のみを違えてと番号が重複していた（例:チ1形チ211、チ211形チ211）。全車門司鉄道管理局の専属貨車とし運用された。
鉄道省に車籍編入1年8ヶ月後の1939年（昭和14年）6月15日に小倉工場にて2両とも廃車となり同時に形式消滅となった。当時は既に10t 積みチ1形の廃車が始まっており他形式と互換性のない7t 積みというサイズが廃車を早めた。
| 私鉄名     | 形式名  | 番号          | 鉄道省型式名 | 番号          | 廃車日                    | 廃車工場 |
| ---------- | ------- | ------------- | ------------ | ------------- | ------------------------- | -------- |
| 北九州鉄道 | チ211形 | チ211 - チ212 | チ211形      | チ211 - チ212 | 1939年（昭和14年）6月15日 | 小倉工場 |

### チム50形
チム50形は15t 積み二軸長物車で、総計2両（全車胆振縦貫鉄道からの買収車）が在籍した。
原形式番号は、チム1形（チム1, チム2）で、1944年7月1日の胆振縦貫鉄道買収によりチム50形（チム50, チム51）が与えられた。
| 私鉄名       | 形式名  | 番号          | 鉄道省型式名 | 番号            | 廃車日             | 廃車工場 |
| ------------ | ------- | ------------- | ------------ | --------------- | ------------------ | -------- |
| 胆振縦貫鉄道 | チム1形 | チム1 - チム2 | チム50形     | チム50 - チム51 | 1950年（昭和25年） |          |

## 大物車

### シム110形
鶴見臨港鉄道が1943年（昭和18年）7月1日に買収され、それに伴いシム110形1両（シム110）に新形式名シム20形（シム20）が付与された。
シム20形は1両のみが在籍した。
| 私鉄名       | 形式名    | 番号    | 鉄道省型式名 | 番号   | 廃車日                   |
| ------------ | --------- | ------- | ------------ | ------ | ------------------------ |
| 鶴見臨港鉄道 | シム110形 | シム110 | シム20形     | シム20 | 1977年（昭和52年）4月7日 |

### シキ110形
鶴見臨港鉄道が1943年（昭和18年）7月1日に買収され、それに伴いシキ200形1両（シキ200）、シキ300形1両（シキ300）に新形式名シキ110形（シキ110 - シキ111）が付与された。
シキ110形は2両（全車鶴見臨港鉄道からの買収車）が在籍した。
| 私鉄名       | 形式名    | 番号    | 鉄道省型式名 | 番号    | 廃車日                     |
| ------------ | --------- | ------- | ------------ | ------- | -------------------------- |
| 鶴見臨港鉄道 | シキ200形 | シキ200 | シキ110形    | シキ110 | 1982年（昭和57年）12月24日 |
| 鶴見臨港鉄道 | シキ300形 | シキ300 | シキ110形    | シキ111 | 1946年（昭和21年）6月14日  |

## 雪掻車

### キ1形
胆振縦貫鉄道が1944年（昭和19年）7月1日に買収され、それに伴いキ1形1両（キ1）が既存形式であるキ1形（キ87）に編入された。当該車は元鉄道省キ28であり、旧番に復さず続番が与えられた。
キ1形はのべ87両（キ1 - キ87）が在籍した。
| 私鉄名       | 形式名 | 番号 | 鉄道省型式名 | 番号 |
| ------------ | ------ | ---- | ------------ | ---- |
| 胆振縦貫鉄道 | キ1形  | キ1  | キ1形        | キ87 |

## 軽便用有蓋車

### ケワ200形
佐世保鉄道が1936年（昭和11年）10月1日に買収され、それに伴い4両が既存形式であるケワ200形（ケワ233 - ケワ236）に編入された。
ケワ200形は総計37両（ケワ200 - ケワ236）が在籍した。
| 私鉄名     | 形式名 | 番号 | 鉄道省型式名 | 番号              |
| ---------- | ------ | ---- | ------------ | ----------------- |
| 佐世保鉄道 | ?      | ?    | ケワ200形    | ケワ233 - ケワ236 |

## 軽便用無蓋車

### ケト500形
佐世保鉄道が1936年（昭和11年）10月1日に買収され、それに伴い60両に新形式名ケト500形（ケト500 - ケト559）が付与された。
ケト500形は総計60両（全車佐世保鉄道からの買収車）が在籍した。
| 私鉄名     | 形式名 | 番号 | 鉄道省型式名 | 番号              |
| ---------- | ------ | ---- | ------------ | ----------------- |
| 佐世保鉄道 | ?      | ?    | ケト500形    | ケト500 - ケト559 |

### ケト800形
佐世保鉄道が1936年（昭和11年）10月1日に買収され、それに伴い31両に新形式名ケト800形（ケト800 - ケト830）が付与された。
ケト800形は総計31両（全車佐世保鉄道からの買収車）が在籍した。
| 私鉄名     | 形式名 | 番号 | 鉄道省型式名 | 番号              |
| ---------- | ------ | ---- | ------------ | ----------------- |
| 佐世保鉄道 | ?      | ?    | ケト800形    | ケト800 - ケト830 |

### ケト1200形
佐世保鉄道が1936年（昭和11年）10月1日に買収され、それに伴い92両が既存形式であるケト1200形（ケト1200 - ケト1291）に編入された。
ケト1200形は総計92両（全車佐世保鉄道からの買収車）が在籍した。
| 私鉄名     | 形式名 | 番号 | 鉄道省型式名 | 番号                |
| ---------- | ------ | ---- | ------------ | ------------------- |
| 佐世保鉄道 | ?      | ?    | ケト1200形   | ケト1200 - ケト1291 |

## 軽便用石炭車

### ケセ1形
佐世保鉄道が1936年（昭和11年）10月1日に買収され、それに伴い93両に新形式名ケセ1形（ケセ1 - ケセ93）が付与された。
ケセ1形は総計93両（全車佐世保鉄道からの買収車）が在籍した。
| 私鉄名     | 形式名 | 番号 | 鉄道省型式名 | 番号           |
| ---------- | ------ | ---- | ------------ | -------------- |
| 佐世保鉄道 | ?      | ?    | ケセ1形      | ケセ1 - ケセ93 |